# Liste der Biografien/Grow
Liste der Biografien |
Portal Biografien |
Personensuche
# |
A |
B |
C |
D |
E |
F |
G |
H |
I |
J |
K |
L |
M |
N |
O |
P |
Q |
R |
S |
T |
U |
V |
W |
X |
Y |
Z |
?
 
Ga |
Gb |
Gc |
Gd |
Ge |
Gf |
Gh |
Gi |
Gj |
Gk |
Gl |
Gm |
Gn |
Go |
Gp |
Gq |
Gr |
Gs |
Gu |
Gv |
Gw |
Gy |
Gz
 
Gra |
Grb–Grd |
Gre |
Grg |
Gri |
Grj |
Grk |
Grl |
Grm |
Gro |
Grs |
Gru |
Gry |
Grz
 
Groa |
Grob |
Groc |
Grod |
Groe |
Grof |
Grog |
Groh |
Groi |
Groj |
Grok |
Grol |
Grom |
Gron |
Groo |
Grop |
Gros |
Grot |
Grou |
Grov |
Grow |
Groy |
Groz
Die Liste der Biografien führt alle Personen auf, die in der deutschsprachigen Wikipedia einen Artikel haben. Dieses ist eine Teilliste mit 8 Einträgen von Personen, deren Namen mit den Buchstaben „Grow“ beginnt.

## Grow
- Grow, Galusha A. (1823–1907), US-amerikanischer Politiker (Demokratische bzw. Republikanische Partei) sowie Sprecher des Repräsentantenhauses
- Grow, Margarete, deutsche Schönheitskönigin, Tänzerin und Fotomodell
- Grow, Robert W. (1895–1985), US-amerikanischer Offizier, Generalmajor der US-Army

### Growa
- Growald, Hans Rudolf (1902–1942), deutscher Grafiker
- Growaldt, Marisa (* 1972), deutsche Schauspielerin

### Growe
- Growe, Johann, Lübecker Kaufmann und kurzzeitig Bürgermeister der Hansestadt Lübeck
- Growe, Michael (* 1960), deutscher Maler, Bildhauer und Objektkünstler
- Gröwel, Margarete (1899–1979), deutsche Politikerin (Zentrum, CDU), MdB